# Por Amor
Por Amor és una telenovel·la brasilera produïda per TV Globo i emesa originalment del 13 d'octubre de 1997 al 22 de maig de 1998 en 191 capítols. Es tractava de la 55a "telenovela a les vuit" que emetia l'emissora, en substitució d'A Indomada i posteriorment sustituida per Torre de Babel. Escrita por Manoel Carlos, amb col·laboració de Maria Carolina, Vinícius Vianna i Letícia Dornelles; va ser dirigida per Roberto Naar, Alexandre Avancini, Ary Coslov i Edson Spinello. La direcció general va recaure en les mans de Roberto Naar, Ricardo Waddington i Paulo Ubiratan, qui va finar durant l'enregistrament. Va comptar amb la participació al repartiment de Regina Duarte, Antonio Fagundes, Gabriela Duarte, Fábio Assunção, Susana Vieira, Vivianne Pasmanter, Carolina Ferraz i Eduardo Moscovis.